# Haplogarypinus pauperatus
Haplogarypinus pauperatus är en spindeldjursart som beskrevs av Beier 1959. Haplogarypinus pauperatus ingår i släktet Haplogarypinus och familjen Garypinidae. Inga underarter finns listade i Catalogue of Life.